# Magnolia floribunda
Espèce
Statut de conservation UICN

 DD  : Données insuffisantes
Magnolia floribunda est une espèce de plantes à fleurs de la famille des Magnoliaceae. C'est un arbre originaire d'Asie.

## Description
C'est un arbre qui peut faire jusqu'à 20 m de hauteur.

## Répartition et habitat
La plante est trouvée en Chine, en Birmanie, en Thaïlande, au Laos et au Viêt Nam.
Elle vit dans un milieu tropical humide.